# 한승원 (만화가)
한승원(1958년 6월 19일 ~ )은 대한민국의 만화가다. 서울특별시 출신이다. 남편은 만화가 김동화이다. 김동화와 함께 작업하다가 1981년 〈다섯 번째 계절〉로 데뷔하였다.

## 대인관계
만화가 최경아, 원수연, 이빈 작가 등과 지인이다.

## 책
| 작품명                         | 잡지 연재              | 단행본                                        | 특징 |
| ------------------------------ | ---------------------- | --------------------------------------------- | --- |
| 《다섯번째의 계절》            |                        | 1981년 ? 1994년 북토피아 단권                 | 데뷔작 |
| 《빅토리 비키》(VICTORY VIKI)  |                        | 1992년 북토피아 전7권 2002년 대원씨아이 전7권 | |
| 《내 열 여섯엔...》            |                        | 1993년 대화기획 전2권                         | |
| 《만나면 안녕》                |                        | 1995년 대화기획 전3권                         | |
| 《그대의 연인》                | 《TO YOU》             | 1995년 대원 전3권 2000년 대명종 전4권         | |
| 《YOU》(유)                    |                        | 1996년 대원 전5권 2004년 대원씨아이 전5권     | |
| 《노랑방 여자와 파란방 남자》  |                        | 1996년 대원 전2권                             | |
| 《프린세스》                   | 《이슈》 다음 연재중단 | 1996년 대원씨아이 1 ~ 31권                    | 작가의 건강 악화로 중단되었다가, 현재 네이버 웹툰에서 리마스터링 버전으로 다시 연재중.                                                                     |
| 《우정이상 사랑이하》          |                        | 1998년 대원 단권                              | 단편집, 수록작품: 〈학교가 보이는 풍경〉, 〈이런 사랑을 하고 계십니까?〉, 〈우정이상 사랑이하〉, 〈사랑해요〉, 〈느낌이 겨울인 그대〉, 〈사월의 카네이션〉 |
| 《아기자기 색동》              | 《파티》               | 1998년 학산문화사 전5권                       | 〈선녀와 나무꾼〉를 모티브로 함. |
| 《우정이상 사랑이하》          |                        | 1998년 대원 단권                              | 단편집, 수록작품: 〈학교가 보이는 풍경〉, 〈이런 사랑을 하고 계십니까?〉, 〈우정이상 사랑이하〉, 〈사랑해요〉, 〈느낌이 겨울인 그대〉, 〈사월의 카네이션〉 |
| 《사랑연습》                   |                        | 1998년 대원 전2권                             | |
| 《열아홉의 메르헨》            |                        | 1998년 대원 전2권                             | |
| 《LONG LONG LOVE》(롱 롱 러브) |                        | 1999년 혜등 전7권                             | 한승원 글, 김동화 그림, 원제 《사랑의 에반제린》 |

초판 발행일을 기준으로 작품을 나열한다. 단, 초판 발행일을 알 수 없는 것은 재판 발행일을 따른다.